# Теллурид марганца
Теллурид марганца — бинарное неорганическое соединение
марганца и теллура с формулой MnTe,
кристаллы.

## Получение
- Сплавление стехиометрических количеств чистых веществ в вакууме:

{\displaystyle {\mathsf {Mn+Te\ {\xrightarrow {700^{o}C}}\ MnTe}}}

## Физические свойства
Теллурид марганца образует кристаллы
гексагональной сингонии,
пространственная группа P 63/mmc,
параметры ячейки a = 0,4146 нм, c = 0,6709 нм, Z = 2.
При 950°С происходит переход в фазу гексагональной сингонии и структурой типа ZnS (вюрцит).
При 1020°С происходит переход в фазу кубической сингонии и структурой типа ZnS (сфалерит).
При 1055°С происходит переход в фазу кубической сингонии и структурой типа NaCl и параметрами ячейки a = 0,6026 нм.
Является антиферромагнетиком. При температуре выше 50°С — парамагнетик.